# Sphaerodactylus torrei
Espèce
Synonymes
- Sphaerodactylus spielmani Grant, 1958

Statut de conservation UICN

 EN  : En danger
Sphaerodactylus torrei est une espèce de geckos de la famille des Sphaerodactylidae.

## Répartition
Cette espèce se rencontre à Cuba et aux Bahamas.

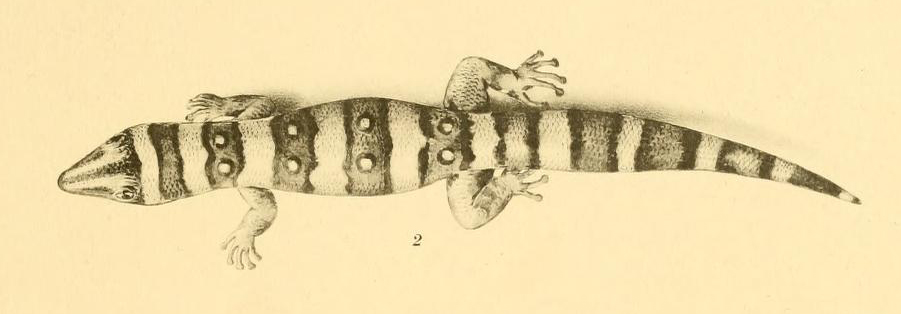

## Liste des sous-espèces
Selon The Reptile Database (19 juin 2012) :
- Sphaerodactylus torrei spielmani Grant, 1958
- Sphaerodactylus torrei torrei Barbour, 1914

## Étymologie
Cette espèce est nommée en l'honneur de Carlos de la Torre y la Huerta (1858-1950).

## Publications originales
- Barbour, 1914 : A Contribution to the Zoögeography of the West Indies, with Especial Reference to Amphibians and Reptiles. Memoirs of the Museum of Comparative Zoölogy, vol. 44, n. 2, p. 205-359 (texte intégral).
- Grant, 1958 : A new gekkonid lizard (Sphaerodactylus) from Cuba. Herpetologica, vol. 14, p. 225-227.